# Gottikunte, Srinivaspur
Gottikunte là một làng thuộc tehsil Srinivaspur, huyện Kolar, bang Karnataka, Ấn Độ.